# Liste von Kanal-D-Sendungen
Die Liste von Kanal D-Sendungen ist eine unvollständige Zusammenstellung laufender und eingestellter Formate des türkischen Privatfernsehsenders Kanal D. 

## Sendungen im Programm

### Eigenproduktion
ARKA SOKAKLAR 2006
- Kanıt (seit 2010)
- Fatmagül'ün Sucu Ne? (2010–2012)
- Öyle Bir Geçer Zaman Ki (seit 2010)
- Yalan Dünya (seit 2012)
- Kuzey Güney (2011–2013)
- Kesanli Ali Destanı (2011–2012)
- Umutsuz Ev Kadınları (Desperate Housewives) (seit 2011)
- Intikam (seit 2013)

### Nachrichten
- Kanal D Ana Haber Bülteni (mit Mehmet Ali Birand, Serdar Cebe)
- İrfan Değirmenci İle Günaydın (mit İrfan Değirmenci)
- Gün Arası (mit Şule Zeybek)

### Sport
- Spor Gündemi (mit Emre Tilev & Gökhan Telkenar)

### Talk
- 32. Gün (seit 2005) (mit Mehmet Ali Birand & Rıdvan Akar) (zuerst bei CNN Türk)

### Musik-Unterhaltung
- Beyaz Show (1996–2000, 2003 bis heute)
- Disko Kralı (seit 2008)
- Muhabbet Kralı (seit 2009)

### Comedy
- Çok Güzel Hareketler Bunlar (seit 2008)
- Koca Kafalar Baba Haber Bülteni (seit 2009)

### Magazin
- Magazin D 2014/2015

### Kinderserie
- Winx Club (2004–2010)(jetzt bei Star TV (Türkei)  )
- Bilgin Kardeşler
- Bakugan (2007–2008)
- Dev Arkadaşım

### Lifestyle
- Şeffaf Oda (seit 2004) (mit Güneri Civaoğlu)
- Abbas Güçlü İle Genç Bakış
- Cinemania (mit Ömür Gedik)
- Doktorum

## Ehemalige Sendungen im Programm

### Eigenproduktion
- Sihirli Safiye (1993)
- Vay Anam Vay (2001) (jetzt bei Star TV)
- Şans Direksiyonu
- Kaygısızlar (1994–1997, jetzt bei Star TV)
- Gizli Aşk (1996–1997)
- Hiç Bana Sordun mu? (1996–1997)
- Geceler (1996–1997)
- Çılgın Bediş (1996–2000)
- Yalan mı? (1998)
- Ayrı Dünyalar (1997–2000)
- İlk Aşk (1997)
- Unutabilsem (1997–1999)
- Baskül Ailesi(1998)
- Yüzleşme(1998–1999)
- Ateş Dansı (1998)
- Son Kumpanya (1998)
- Yükselen Bir Deniz (1998)
- Ruhsar (1998–2002)
- Eyvah Babam (1998–1999)
- Yılan Hikayesi (1999–2002)
- Eyvah Kızım Büyüdü (2000–2001)
- Evdeki Yabancı (2000–2002)
- Aşkım Aşkım (2001, jetzt bei Kanal 1)
- Yarım Elma (2002–2003, nach der 1. Staffel bei Show TV zu sehen)
- Fenerbahçe (2002)
- Mahallenin Muhtarları (2002, von ATV zu Kanal D dann zu Star TV gewechselt)
- Karaoğlan (2002)
- Hastayım Doktor (2002)
- Bulutbey (2002)
- Azad (2002)
- Gülbeyaz (2002–2003)
- Oyun İçinde Oyun (2002)
- Unutma Beni (2002)
- Biz Size Aşık Olduk (2002)
- Berivan (2002–2004)
- Estağfurullah Yokuşu (2003)
- Büyümüş de Küçülmüş (2003)
- Kampüsistan (2003)
- Hayat Bilgisi (2003, nach der 1. Staffel bei Show TV zu sehen)
- Lise Defteri (2003–2005)
- İki Arada (2003)
- Serseri (2003–2004)
- Yuvam Yıkılmasın (2003)
- Aşk Olsun (2003)
- Sultan Makamı (2003–2004)
- Sihirli Annem (2003–2005, nach der 4. Staffel bei STAR TV zu sehen)
- Omuz Omuza
- Bütün Çocuklarım
- Karım ve Annem (2004)
- Hayalet (2004)
- Bir Dilim Aşk (2004)
- Kınalı Kar (2002–2005)
- Adı Aşk Olsun (2004)
- Sil Baştan (2004)
- Karım Ve Annem (2004)
- Bütün Çocuklarım (2004)
- Çemberimde Gül Oya (2004–2005)
- Sensiz Olmuyor (2005) (zu Show TV gewechselt)
- Haziran Gecesi (2004–2006)
- Kurtlar Vadisi (die 1.–3. Staffel bei Show TV, die 4. Staffel bei Kanal D zu sehen)
- Yabancı Damat (2004–2007)
- Dayı (2004)
- Tam Pansiyon (2005)
- Aşk Oyunu (2005–2006, nach der 2. Staffel bei ATV)
- Aşk Her Yaşta (2005)
- Kapıları Açmak (2005)
- Seher Vakti (2005)
- Seni Çok Özledim (2005)
- İki Arada (2002)
- Kadın Her Zaman Haklıdır (2005)
- Düşler ve Gerçekler (2005)
- Rüzgarlı Bahçe (2005)
- Masum Değiliz (2005)
- Deli Dumrul (2005)
- Hasret (2006)
- Anadolu Kaplanı (2006)
- Gönül (2006)
- Sev Kardeşim (2006–2007)
- Yaprak Dökümü (2006–2010)
- Bayanlar Baylar (2002)
- Çifte Bela (2001–2002)
- Çarli İş Başında (2001)
- Kırık Kanatlar (2005–2006)
- Gümüş (2005–2007)
- Hırsız Polis (2005–2007)
- Ihlamurlar Altında (2005–2007)
- Gönül (2006)
- Hasret (2006)
- Yıldızlar Savaşı (2006)
- Karınca Yuvası (2006)
- Yaşanmış Şehir Hikayeleri (2006)
- Kod Adı (2006)
- Acemi Cadı (2006) (Nach der 1. Staffel bei Star TV zu sehen)
- Ah Polis Olsam (2006–2007)
- Sağır Oda (2006–2007)
- Sev Kardeşim (2006–2007)
- Fırtına (2006–2007)
- Daha Neler (2006)
- Binbir Gece (2006–2009)
- Elveda Derken (2007)
- Esir Kalpler (2007)
- Kod Adı Kaos (2007)
- Bıçak Sırtı (2007–2008)
- Genco (2007–2008)
- Menekşe ile Halil (2007–2008)
- Zoraki Koca (2007–2008)
- Sessiz Fırtına (2007)
- Annem (2007–2009)
- Sana Mecburum (2007)
- Gençlik Başımda Duman (2007)
- Asi (2007–2009)
- Düğün Şarkıcısı (2008)
- Hepimiz Birimiz İçin (2008)
- Görgüsüzler (2008)
- Derman (2008)
- Cesaretin Var mı Aşka? (2008)
- Aşk Yakar (2008–2009)
- Gece Gündüz (2008–2009)
- Yol Arkadaşım (2008–2009) (Nach der 1. Staffel bei Star TV zu sehen)
- Küçük Kadınlar (2008–2010) (Zu Star TV gewechselt)
- Bir Bulut Olsam (2009)
- Haneler (2009–2010) (Zu Star TV gewechselt)
- Aşk-ı Memnu (2008–2010)
- Cuma'ya Kalsa (2010)
- Mükemmel Çift (2010)
- Geniş Aile (2009–2010) (nach der 2. Staffel bei Star TVzu sehen)
- Küçük Sırlar (2010) (Zu Star TV gewechselt)
- Hanımın Çiftliği (2009–2011)
- Kavak Yelleri (seit 2007)

### Nachrichten
- Haber Saati (1995–2005, mit Tuna Huş)
- Gecenin İçinden (1996–1999, mit Defne Samyeli)
- Güneri Civaoğlu ile Günün Yorumu (1996–2005, mit Güneri Civaoğlu)
- Çalar Saat (1994–1999, mit Gökmen Karadağ & Şule Bulut)
- Bu Gece (1999–2003, mit Duygu Dikmenoğlu)
- Bu Sabah (1999 bis 2006, mit Tuluhan Tekelioğlu Erdoğan)
- Haber Hattı (1995–1996, mit Reha Muhtar & Handan Güçyılmaz)

### Sport
- Türkiye 1. Futbol Ligi (1994–1996)
- 3. Devre (mit İlker Yasin)

### Talk
- Teke Tek (1995, 1996–2005) (mit Fatih Altaylı)
- Arena (1995–2008, mit Uğur Dündar)
- Durum (1996–2000, mit Güneri Civaoğlu)
- Haber Özel (mit Mehmet Ali Önel)
- Yalçın Doğan ile Güncel (mit Yalçın Doğan)
- Ateş Hattı (mit Reha Muhtar)

### Musik/Unterhaltung
- Laf Lafı Açıyor (1995–1999) (mit Cem Özer, von Show TV übernommen)
- Televizyon Makinası (2005–2006, mit Okan Bayülgen)
- Makina (2006–2007) (mit Okan Bayülgen)
- Cenk Koray Show
- İki Kere Kiki (mit Hande Ataizi, Cem Davran)
- Şahane Eğlencesi (mit Süheyl-Behzat Uygur)
- Şahane Cumartesi (mit Süheyl-Behzat Uygur)
- Şahane Pazar (mit Süheyl-Behzat Uygur)
- Şahane Yıldızları (mit Süheyl-Behzat Uygur)
- Zaga (mit Okan Bayülgen)
- Huysuz ve Tatlı Kadın (mit Huysuz Virjin)
- Kol Düğmeleri (mit Candan Erçetin)
- Ah Kızlar Vah Erkekler (mit Özlem Savaş)
- Taksi (mit Berna Laçin, Özlem Savaş)

### Casting
- Popstar (1. Saison, danach zu Show TV gewechselt)
- Türkstar
- Gelinim Olur musun?
- Biz Evleniyoruz
- Çarkıfelek (mit Mehmet Ali Erbil, jetzt bei zu Kanal 1)
- Çocuktan Al Haberi (mit Berna Laçin, jetzt bei Star TV)
- Aileler Yarışıyor (mit Beyaz, jetzt bei Kanal 1)
- Çöz Bakalım
- Süpermarket
- 3-2-1 Pişir

### Comedy
- İnce İnce Yasemince (1995–1998)
- Olacak O Kadar (1996–2003)

### Magazin
- Magazin 2000
- Pazar Magazin
- Yıldızları Magazin
- D Lüks
- High Life
- Televole (1994–2000, mit Gökhan Telkenar)
- Canlı ve Özel (mit İdil Çeliker)
- Neler Oluyor Hayatta

### Kindersendungen
- Digimon (2000)
- Powerpuff Girls (2002–2003, jetzt bei Cartoon Network)
- Yu-Gi-Oh! (2004)
- Afacan Çocuk
- Ayı Yogi
- Beethoven
- Jetgiller
- Kırmızı Baron
- Maske
- Richie Rich
- Salak ile Avanak
- Sevimli Kahramanlar (Looney Tunes)
- Şirinler (1997–2005, Die Schlümpfe)
- Taş Devri (Familie Feuerstein)
- Temel Reis (Popeye)
- Tom ve Jerry (Tom und Jerry, jetzt bei Cartoon Network)
- Kaptan Tsubasa (Captain Tsubasa)

### Animation Sendung
- Pembe ve Mavi (2005)

### Andere Sendungen
- Böyle Gitmez (1994–1997, mit Kadir İnanır)
- Sinyal (1995–1998)
- Söz Fato'da (1995–1998, mit Fatma Girik)
- Sabah Şekerleri (1996, mit Şebnem Dönmez, Murat Başoğlu, Özlem Yıldız, Umut Sezgin)
- Kokpit (1997–2008, mit Emel Özuğur)
- Ah Bir Kahve Olsa (mit Can Kıraç und Nazlı Ilıcak)
- Dinamit (mit Neşe Düzel und Ahmet Altan)
- Karne (mit Abbas Güçlü)
- Sabah Sabah Seda Sayan (mit Seda Sayan)
- Susma! (mit Seda Sayan)
- Yalnız Değilsiniz (mit Seda Sayan)
- Ne Yapmalı (mit Didem İnselel und Fatih Portakal)